# 松田銑
松田 銑（まつだ せん、1913年 - 2002年）は、日本の翻訳家、編集者。

## 略歴
岡山県生まれ。東京帝国大学経済学部卒。実家の家業を手伝うが、戦時下、上京して農業関係の団体に就職。横浜正金銀行、日本銀行、ワシントンD.C.の世界銀行、メルボルンのオーストラリア放送協会、『リーダーズ・ダイジェスト』日本語版編集長などを務め、翻訳家となる。アレックス・ヘイリー『ルーツ』の翻訳で知られる。
映画監督の内田吐夢の甥にあたる。

## 著書
- 『二つのジャーナリズムの谷間から リーダーズ・ダイジェストと私』（冬樹社） 1981
- 『西洋長屋交友録』（新潮社） 1982

## 翻訳
- 『漂海民族 マウケン族研究』（W・G・ウアイト、鎌倉書房） 1943
- 『アメリカ資本主義の趨勢』（労働調査協会編、高橋正雄共訳、有斐閣） 1952
- 『歴史としての未来 現代の歴史的動向とアメリカの進路』（ロバート・L・ハイルブローナー、ぺりかん社） 1970
- 『ルーツ』（アレックス・ヘイリー、安岡章太郎共訳、社会思想社） 1977、のち現代教養文庫
- 『エノラ・ゲイ ドキュメント・原爆投下』（ゴードン・トマス, マックス・モーガン=ウィッツ、ティビーエス・ブリタニカ） 1980
- 『危機の時代を超えて』（ロバート・L・ハイルブロナー、日本経済新聞社） 1980
- 『ペトログラード行封印列車』（オーエン・セラー、文芸春秋） 1981
- 『ネラールの海賊』（ジェフリー・ロード、創元推理文庫、リチャード・ブレイドシリーズ） 1984
- 『原潜ポチョムキン撃沈』（マーク・ジョーゼフ、新潮文庫） 1987
- 『特報!「レバンタイン発」』（P・デラコート、新潮文庫） 1987
- 『死の雪山サバイバル』（フィリップ・フィンチ、新潮文庫） 1989
- 『タイムウォーズ 時間意識の第四の革命』（ジェレミー・リフキン、早川書房） 1989
- 『北極星をめざして』（アレックス・ヘイリー、社会思想社） 1989
- 『エア・アメリカ』（クリストファー・ロビンズ、新潮文庫） 1990
- 『高度41,000フィート燃料ゼロ!』（ウイリアム&マリリン・モナ・ホッファー、新潮文庫） 1990
- 『ロシアの声』（トニー・パーカー、飛鳥新社） 1992
- 『ラスト・フライト』（アメリア・イヤハート、作品社） 1993
- 『ヘンリー・ライクロフトの四季随想』（ジョージ・ギッシング、河出書房新社） 1995
- 『幸福な死のためのわたしの哲学』（モリス・シュヴァルツ、飛鳥新社） 1997
- 『モリー先生の最終講義 死ぬこと・生きること』（モリス・シュワルツ、飛鳥新社） 1998

### ジョン・ケネス・ガルブレイス
- 『まぼろしの勝利 小説・アメリカ外交』（J・K・ガルブレイス、日本経済新聞社） 1968
  - 『小説アメリカ外交』（J・K・ガルブレイス、中央公論社） 1979
- 『ガルブレイス著作集 9 回想録』（ティビーエス・ブリタニカ） 1983
- 『ガルブレイス世界を読む 富と英知の使い方』（ティビーエス・ブリタニカ） 1984

### ノーマン・カズンズ
- 『ある編集者のオデッセイ サタデー・レビューとわたし』（ノーマン・カズンズ、早川書房、現代ジャーナリズム選書） 1971
- 『死の淵からの生還 現代医療の見失っているもの』（ノーマン・カズンズ、講談社） 1981　
  - 改題『500分の1の奇蹟』（講談社文庫）
  - 改題『笑いと治癒力』（岩波書店）、のち岩波同時代ライブラリー、のち岩波現代文庫
- 『人間の選択 自伝的覚え書き』（ノーマン・カズンズ、角川選書） 1985
- 『私は自力で心臓病を治した』（ノーマン・カズンズ、角川選書） 1986
  - 改題『生への意欲 続笑いと治癒力』（岩波書店）、のち岩波同時代ライブラリー、のち岩波現代文庫

### C・W・ニコル
- 『ティキシィ』（C・W・ニコル、藁科れい共訳、角川書店） 1979、のち角川文庫
- 『冒険家の食卓』（C・W・ニコル、角川書店） 1981、のち角川文庫
- 『バーナード・リーチの日時計 青春の世界武者修行』（C・W・ニコル、角川選書） 1982
- 『ザ・ウイスキーキャット』（C・W・ニコル、森山徹撮影、講談社） 1984、のち講談社文庫
- 『私のニッポン武者修業』（C・W・ニコル、角川選書） 1986
- 『誇り高き日本人でいたい』（C・W・ニコル、鈴木扶佐子, 千葉隆章共訳、アートデイズ） 2004

## 参考
- 「生涯現役 翻訳の道 新たな一歩 翻訳家・松田銑さん 75」読売新聞、1989年7月9日